# Вилађо I Мађо (Козенца)
Вилађо I Мађо је насеље у Италији у округу Козенца, региону Калабрија.
Према процени из 2011. у насељу је живело 63 становника. Насеље се налази на надморској висини од 521 м.